# Lenny Klijn
Lenny Klijn (1942) is een Nederlands jurist, scenarioschrijver, plaatsvervangend rechter en voormalig politicus uit Baarn. Ze schreef scenario's voor films, televisieseries en documentaires.

## Jurist
Na de gemeentelijke HBS in Delft studeerde ze enkele jaren politicologie en perswetenschappen aan de Universiteit van Amsterdam. Ze sloot zich aan bij de VVD en was van 1970 tot 1972 lid van de gemeenteraad van Delft. Hierna studeerde ze rechten, eveneens aan de UVA. Vanaf 1977 had ze een advocatenpraktijk in Hilversum. Sinds 1985 is ze rechter-plaatsvervanger in Haarlem. Daar was ze ook twaalf jaar (plaatsvervangend) lid van de commissie die klachten behandelde tegen de Raden voor de Kinderbescherming in de provincies Noord-Holland en Utrecht.

## Statenlid
Vanaf 1987 was ze twaalf jaar lang lid van Provinciale Staten van Noord-Holland en van 1999 tot 2003 was ze gedeputeerde met de hoofdportefeuille Financiën en daarnaast o.a. Strategie en Bedrijven, alsmede Arbeidsmarktbeleid. Onder haar verantwoordelijkheid werd in 1999 het elektriciteitsbedrijf UNA verkocht aan Reliant en werd de fusie tussen het Gelderse electriciteitsbedrijf Nuon en het Noord-Hollandse Energie Noord West (ENW) gerealiseerd. Daarnaast introduceerde zij Publiek Private Samenwerking bij grote infrastructurele werken, zoals de herinrichting van de Rondweg rondom Alkmaar, de N242.

## Scenario's
Lenny Klijn volgde in 1989 de opleiding scenarioschrijven. Samen met de cursusleider, ex-psycholoog Pieter van de Waterbeemd, schreef ze een scenario voor de film De lijsttrekker als onderdeel van een grotere serie over de politiek eind jaren negentig van de twintigste eeuw. Ook werkte ze twee jaar als scenarist voor de ziekenhuisserie Medisch Centrum West.

## Schrijver
In 2015 verscheen in eigen beheer haar eerste boek Willem en Bentinck, liefde of lust? over de bijzondere relatie tussen stadhouder/koning Willem III en zijn generaal en boezemvriend Hans Willem Bentinck, eerste graaf van Portland. Het boek is een bewerking van een in 2008 door haar geschreven filmscript. Als Willem in de Gouden Eeuw koning van Engeland, Schotland en Ierland wordt, is Bentinck zijn tweede man. De historische roman is mede gebaseerd op ware gebeurtenissen. In het boek komen Willem en Bentinck beurtelings aan het woord.